# Гетманская, Ирина Ивановна
Ирина Ивановна Гетманская (урождённая Сысоева, 6 января 1939, Ленинград) — советская художница, живописец, педагог, член Санкт-Петербургского Союза художников (до 1992 года — Ленинградская организация Союза художников РСФСР).

## Биография
Родилась 6 января 1939 года в Ленинграде в семье художников. Отец — Иван Иванович Сысоев, москвич, поступил на отделение скульптуры Ленинградского института живописи, скульптуры и архитектуры имени И. Е. Репина в 1936 г. В 1941 г. Сысоев ушёл на фронт добровольцем, был ранен и вернулся в Ленинград. Защитил диплом в блокадном Ленинграде и опять ушёл на фронт, где погиб в 1944 г. Мать — Марина Семеновна Дерина, уроженка Пензы, поступила на отделение живописи в 1937 г. Обучение прервала война. По возвращении из эвакуации она продолжила обучение, но в театральной мастерской М. Бобышева в которой и защитила диплом в 1949 г. Преподавала в ленинградском Высшем художественном училище имени В. И. Мухиной в 1949—1954 гг. на факультете живописи.
В 1959 году Ирина Гетманская поступила на отделение живописи Ленинградского института живописи, скульптуры и архитектуры имени И. Е. Репина. Занималась у Александра Деблера, Бориса Угарова, Виктора Рейхета, Виталия Вальцева, Владислава Анисовича.
В 1964 году окончила институт по мастерской Виктора Орешникова. Дипломная работа — картина «Скульптор», посвящённая памяти отца, погибшего на войне.
С 1965 года участвует в выставках ленинградских художников. Пишет портреты, натюрморты, пейзажи, жанровые картины. В 1960—1970-е годы для поиска натурного материала совершала поездки по Средней Азии, в Мурманск и Кандалакшу, по Уралу и Сибири, работала на творческих базах художников «Академическая дача», «Горячий Ключ». Впечатления от поездок стали материалом для многочисленных натурных этюдов и задуманных в последующем картин.
В творчестве Ирины Гетманской ведущим жанром является портрет современника. Живописная манера развивалась от преимущественно натурного письма в сторону усиления декоративно-плоскостного колорита, обобщённости композиционного решения при сохранении конструктивной роли рисунка.
Член Санкт-Петербургского Союза художников (до 1992 года — Ленинградской организации Союза художников РСФСР) с 1975 года.
В 1967—1975 годах преподавала на кафедрах живописи и рисунка ленинградского Высшего художественно-промышленного училища имени В. И. Мухиной.
Произведения Гетманской находятся в музеях и частных собраниях в России, Великобритании, Франции, Японии, Финляндии, США и других странах.

## Участие в выставках
- 1965 год (Ленинград): Весенняя выставка произведений ленинградских художников.
- 1972 год (Ленинград): Наш современник. Вторая выставка произведений ленинградских художников.
- 1975 год (Ленинград): Выставка произведений художников-женщин Ленинграда.